# Süleyman Koç
Süleyman Koç (Berlino, 9 giugno 1989) è un calciatore tedesco, centrocampista dell'Adanaspor.

## Carriera
Koç è nato e cresciuto nel quartiere di Moabit di Berlino da genitori di origine turca. Da giovane si è approcciato al calcio iniziando nel settore giovanile del Tennis Borussia Berlino. Ha esordito in quinta divisione nel 2007 con Berliner Athletik Klub 07, dove ha raccolto 13 presenze e segnato una rete.
Dal 2008 ha vestito per tre stagioni la maglia del Türkiyemspor Berlino, sino a quando il suo cartellino è stato comprato dal Babelsberg di Potsdam, dove è stato anche osservato dalla nazionale under-21 turca.
Il 19 aprile 2011, tuttavia, viene arrestato e rinviato a giudizio, assieme ad altro otto persone di Moabit, tra cui il fratello minore Sedat e Guido Koçer, suo compagno di squadra, con l'accusa di aver rapinato alcuni locali e sale da gioco, utilizzando un machete. La sua carriera sportiva sembra essere compromessa. La stampa tedesca seguirà le vicende processuali etichettando il gruppo col nome di "banda del machete". Durante il dibattimento è emerso che Koç nelle rapine si è limitato al ricoprire il ruolo di autista, senza partecipare agli assalti. Al termine del processo, viene condannato a tre anni e nove mesi di reclusione e sconterà la pena detentiva per undici mesi nel penitenziario di Moabit, distante solo due chilometri in linea d'aria da dove viveva con la sua famiglia.
Nel marzo del 2012 comincia un programma di reinserimento, seguendo progetti sociali e sedute dallo psicologo. Nel luglio 2012 ottiene la semilibertà per buona condotta e può tornare ad allenarsi e giocare con il Babelsberg, con cui conclude un accordo della durata di un anno. Al club dedicherà pubblicamente anche una lettera di scuse.
Il suo rientro al calcio viene particolarmente seguito dai mass media e verso la fine del 2013 diverrà protagonista del documentario Der lange Weg zur zweiten Chance (La lunga via verso la seconda possibilità), che raccoglie la sua storia.
Con la squadra di Potsdam intanto disputa un ottimo inizio di stagione e a metà campionato, nel mese di gennaio, viene acquistato dal Paderborn, che lotta per la promozione nella 2. Fußball-Bundesliga 2013-2014. La stagione si concluderà con il secondo posto in classifica alle spalle del Colonia.
Nella stagione 2014-2015 esordisce in Bundesliga.

## Palmarès

### Competizioni nazionali
- TFF 1. Lig: 1

Adana Demirspor: 2020-2021